# Am Schöpfwerk
Am Schöpfwerk – jedna ze stacji metra w Wiedniu na Linia U6. Została otwarta 15 kwietnia 1995. 
Znajduje się w 12. dzielnicy Wiednia, Meidling. Została zbudowana na wysokim wiadukcie. Leży na osiedlu mieszkaniowym Am Schöpfwerk, na północ od autostrady A23 i oferuje transfer na autobus linii 16A. W nocy, stacja jest obsługiwana przez linię N66 NightLine Wien.